# 德氏真錫伯鯰
德氏真錫伯鯰又名德氏熱帶錫鯰，是輻鰭魚綱鯰形目北非鯰科的其中一種。

## 分布
本魚分布於非洲加彭、剛果、剛果民主共和國、安哥拉的溪流中。

## 特徵
本魚魚體透明帶淺金藍色，體上橫越三條黑條紋，這三條黑色條紋會延伸到尾鰭上。背鰭前位，脂鰭看起來較像一般的條形鰭，具狹窄的長基臀鰭。體長可達10.4公分。

## 生態
本魚棲息在小溪和河流中，性情活潑，喜群游，屬雜食性。

## 經濟利用
為觀賞魚，適合群體飼養。